# Růžena Baťková
Růžena Baťková, rozená Hejduková (* 8. prosince 1945 Praha) je česká historička umění, vědecká pracovnice, redaktorka a dokumentátorka pražských památek.

## Život a dílo
Je dcerou překladatele a spisovatele Josefa Heyduka. Po absolvování střední všeobecně vzdělávací školy  vystudovala v letech 1964-1969 dějiny umění na Filozofické fakultě University Karlovy (prof. Jaroslav Pešina, Petr Wittlich). V roce 1971 obhájila diplomovou práci o sochaři Quidu Kocianovi, kterou později obhájila také jako práci doktorskou.  
Nejdříve se věnovala rodině, vychovala  tři děti a pracovala jako průvodkyně Pražské informační služby v jazycích českém, ruském a německém.
V letech 1980-1986 pracovala v Pražském středisku státní památkové péče a ochrany přírody na Malém náměstí 13, kde vedla oddělení dokumentace a knihovnu. Od r. 1986-1992 pracovala jako vedoucí oddělení nemovitých kulturních  památek ve Státním ústavu památkové péče a ochrany přírody. V letech 1992-2002 byla zaměstnána jako vědecká pracovnice v Ústavu dějin umění Akademie věd České republiky  v Praze, kde s kolektivem spolupracovníků uspořádala a redigovala druhý svazek soupisu uměleckých památek Prahy na území Nového Města pražského a Vyšehradu, který v roce 1998 vydalo nakladatelství Academia. Spoluautorka 1.-5. svazku Uměleckých památek Prahy.
V roce 2001 a 2012 se podílela na jubilejní bibliofilií Knihy Aulos nakladatelství Aulos.  
Pak odešla do svobodného povolání a opět se vrátila k průvodcovské činnosti, rozšířila svou působnost na památky Prahy i celé České republiky, komentované v němčině.

## Publikace
- Hesla  in: Pavel Vlček a kol., Umělecké památky Prahy. Staré Město a Josefov.  Praha : Academia 1996  ISBN 80-200-0538-2 (1.díl)
- Hesla a editace:  Růžena Baťková a kol.,  Umělecké památky Prahy. Nové Město. Vyšehrad. Vinohrady (Praha 1).  Praha: Academia 1998  ISBN 80-200-0538-2 (2.díl)
- Hesla in:  Pavel Vlček a kol, Umělecké památky Prahy. Malá Strana. Praha:   Academia 1999  ISBN 80-200-0538-2 (3.díl)
- Hesla in:  Pavel Vlček a kol., Umělecké památky Prahy. Pražský hrad a Hradčany, Praha:Academia 2000  ISBN 80-200-0538-2 (4.díl)
- Hesla in: Pavel Vlček a kol., Umělecké památky Prahy. Velká Praha A/L. Praha:Academia 2012  ISBN 978-80-200-2107-6
- Knihy Aulos. Texty Růžena Baťková a další ; překlad Antonie a Milena Kelly ; redakční spolupráce Lenka Sýkorová ; autoři fotografií Veronika Hudečková a další; fotografie grafických listů a knih Ondřej Kocourek ; kresba na vazbě a titulním listu Michael Rittstein ; k vydání připravil Zdeněk Křenek ; typografie Zdeněk Ziegler. Vydal Aulos 	Praha, 2001, 2012 ISBN 978-80-86184-26-5.